# 伊江村

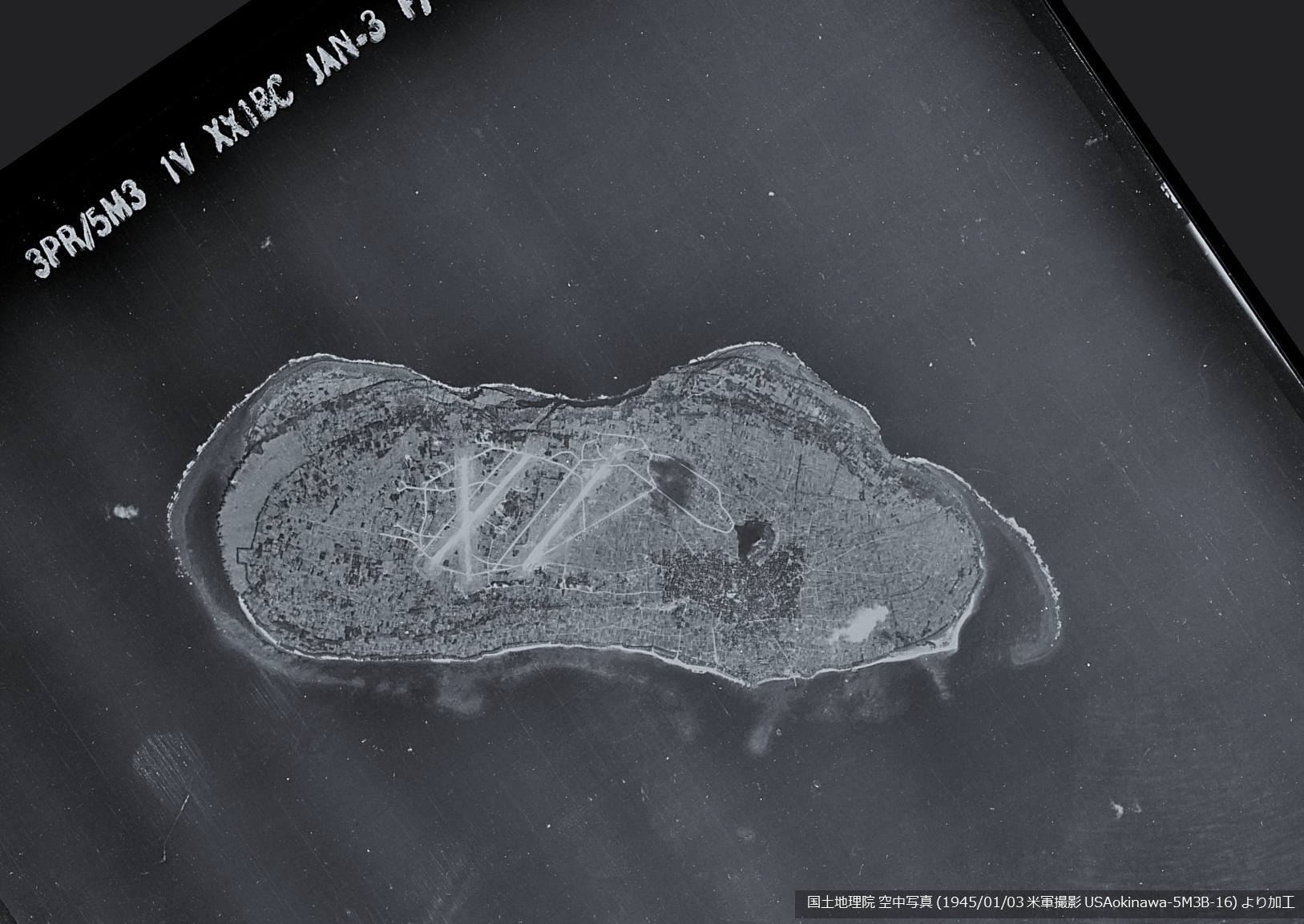
1945年1月3日に米軍が撮影した日本陸軍「伊江島飛行場」。右から「東飛行場」「中飛行場」そしてこれらに並行し右側に薄く映るのが、未完の「西飛行場」

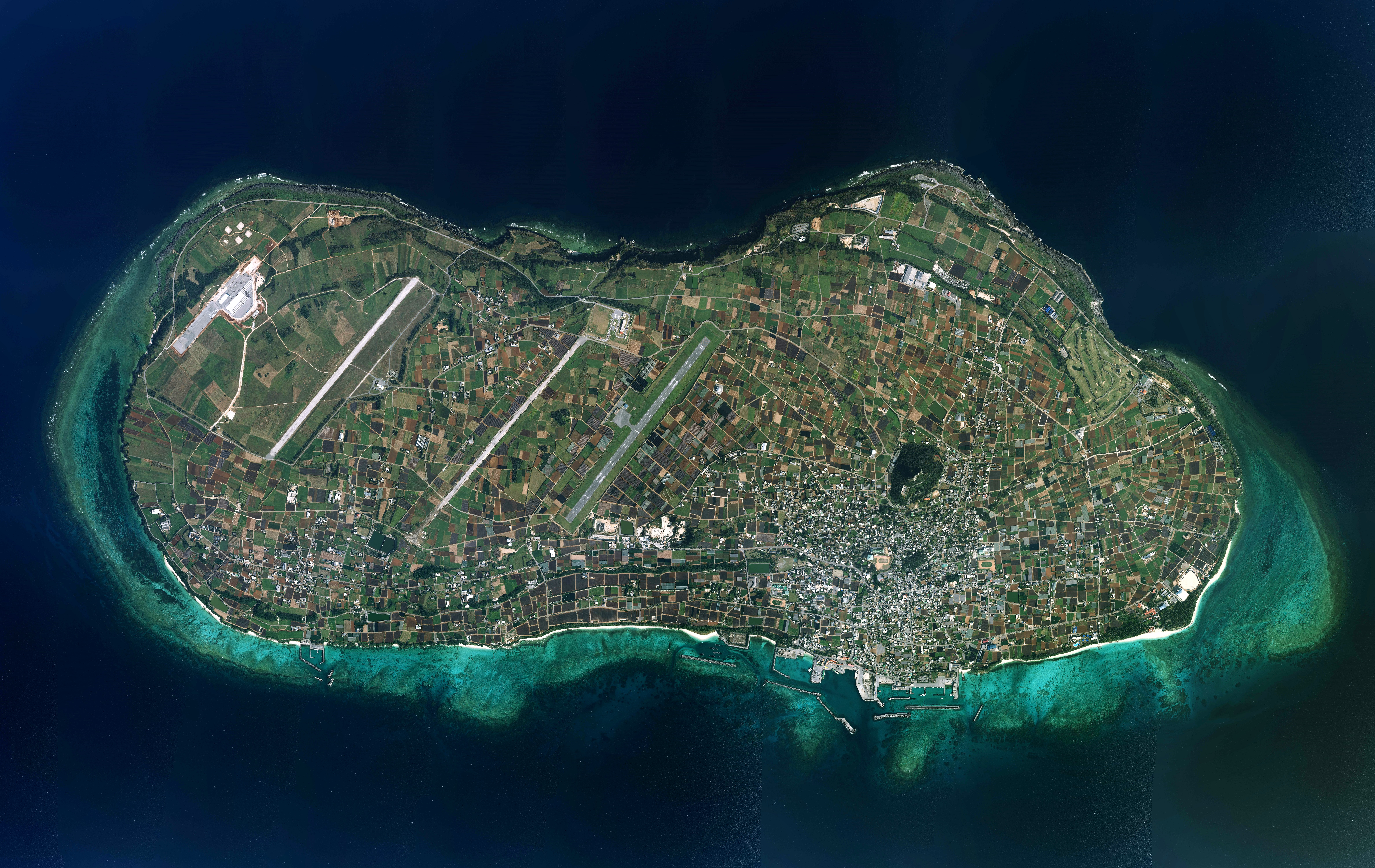
四本の滑走路、右から伊江島空港、米軍「伊江島補助飛行場」の滑走路跡地、滑走路、2016年に建設されたLHDデッキとなる。(国土交通省・空中写真 2018年撮影)

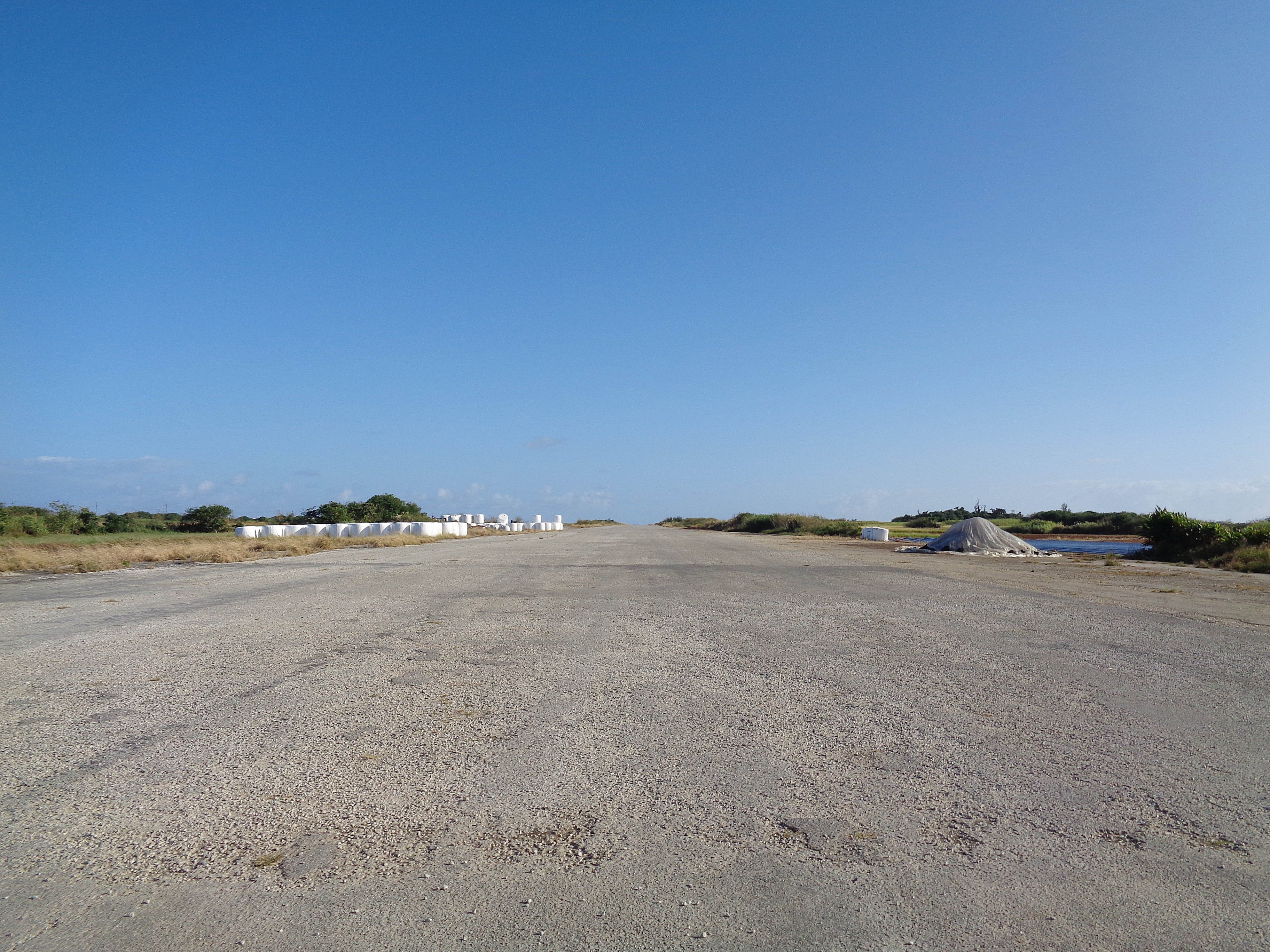
米軍伊江島補助飛行場滑走路跡地

伊江村（いえそん）は、沖縄県国頭郡の村。沖縄本島の本部半島から北西9 kmの場所に位置する周囲22.4 kmの伊江島（いえじま）一島から成る。

## 地理
島中央から少し東にずれたところにある標高172.2 mの城山（ぐすくやま）は本島からもよく見え、伊江島タッチュー（イータッチュー）の愛称で親しまれている。産業は主に農業、漁業から成り立っている。本部港からもフェリーで30分あまりということもあり、「日帰り可能な離島」としての人気も高い。また、戦争に関する施設・史跡もあることから県内外からの修学旅行の需要も多い。
川平、東江前、東江上、西江前、西江上、阿良（あら）、真謝（まじゃ）、西崎の8つの集落からなる。定期便のフェリーが発着する港がある川平周辺が、島の中心部になっている。島の北西部には在日米軍の伊江島補助飛行場があるなど基地の島でもある。一時は島の面積の約半分が米軍基地であったが、島民による基地返還闘争が継続的に行われ、5度にわたり部分的な返還がなされた。この結果、基地の面積は島全体の35%となっている。米軍基地の概要と返還闘争の経緯は伊江島補助飛行場を参照。

### 字
5字からなり、行政区は8つに分かれる。
- 川平（かわひら）
- 西江上（にしえうえ）
  - 真謝
- 西江前（にしえまえ）
  - 西崎
- 東江上（ひがしえうえ）
- 東江前（ひがしえまえ）
  - 阿良

## 歴史

### 旧石器時代 - 貝塚時代
旧石器時代から古代（沖縄貝塚時代）にかけての遺跡が数多くあり、特に島の南海岸の砂丘には多くの遺跡が連なる。伊江島空港の西すぐにあるゴヘズ洞穴では更新世の鹿の骨、2万年前の旧石器時代の人骨、貝塚時代前期の土器などが発見されている。
- 旧石器時代 : 化石人骨（ゴヘズ洞穴など）
- 貝塚時代前期（縄文時代） : 貝塚時代早期の土器が出土し、以後、南海岸の砂丘や台地上に遺跡がある。
- 貝塚時代後期（弥生時代 - 平安時代） : 前半同様、多くの遺跡があり、九州との交易が考えられている。
- 貝塚時代晩期・グスク時代初期（平安 - 鎌倉時代）：後期、大和の奈良時代頃からヤコウガイの交易が盛んになっており、伊江島にも琉球弧最大級の貝殻遺跡がある。

### 中近世
伝承であり時代不明だが、力タンナーパ（力玉那覇）の伝説が城山にある。
琉球にて特徴的な、グスク時代最盛期の土盛りや石造りのグスクの遺跡は少ないが、中世琉球弧共通のグスク時代の遺物（中国などの陶磁器、滑石製石鍋、カムィ焼）が出土している。
北山世主今帰仁城は海を隔てて近いが、後北山北山王国怕尼芝が勃興するまでは、特に近隣按司との主従関係はもたず、徳之島、沖永良部島、与論島そして伊平屋島など周辺諸島との交流、ないし按司同士の小競り合いがあったと考えられている。ここまでは人口も精々数百人ほどの孤立島であった。
14世紀、怕尼芝が同族の丘春らを討ち後北山を開くと、伊平屋島とともに北山王に入貢し、その支配下に入ったと考えられている。後北山の頃から中国との交易品として伊江馬が珍重され、飼育場があったと伝わる。ノロ職も置かれたと言う。尚巴志の琉球統一により王国（北山監守）配下となるが、島の貢租は王府に直接納めていた。
なお、歴史学的に判明している最初の島司（按司）は、1559年（嘉靖38年）に任ぜられた尚清王の王子・伊江朝義である。以降琉球処分まで、琉球屈指の名家伊江御殿の差配となる。それ以前の島之主は記録には無いが、有力な根人（ネッチュ）には佐辺家があったと言う。
島司は現地には赴任しないが、他の島間切と異なり、当初按司掟（現地役人）は置かれず、ノロ（君ノロ、五ノロ）が指導していたと見られる。その後、在番が置かれた。伊江御殿が代を重ねるごとに按司家や親方が増えて支配が重層化し、琉球王府の下で年貢は重く、表向きは四公六民ながら、実態は、さまざまな別の貢租が課せられ実態は六公四民であり民は苦しんだ。羽地朝秀の改革により開墾が奨励され折目行事などの祭も許され、暮らし向きは幾分楽になったと云う。
代々伊江御殿配下は、琉球から薩摩や江戸へと公務や使節その他で航海に任ぜられた。首里在住の総地頭ら（按司）の航海に島の若衆らも随行し、一種の留学生的役割を齎した。御殿と島衆らの費用面や人的貢献も多大ながら、それは首里経由ではない島独自の大和からの文化的影響を多く齎すこととなった。

### 近現代

#### 帝国陸軍伊江島飛行場
- 1943年（昭和18年）伊江島の土地を飛行場建設用地として強制接収、春から陸軍航空本部による「東洋一」とよばれる飛行場の建設に着工。東飛行場に3本、中飛行場に2本、西飛行場に1本、計6本の滑走路建設が計画された。
- 1945年（昭和20年）3月10日：第32軍 (沖縄守備軍) の要請に応じ、大本営が伊江島飛行場の破壊命令を通知。13日から自壊開始。

#### 伊江島の戦い
- 伊江島は東洋一と言われた飛行場が建設され、守備隊が配備されていたため、米軍の主要な攻撃目標とされた。4月16～21日にわたる伊江島の戦いで、一般住民約1,500人を含む4,700人余が犠牲となった[2]。住民は沖縄戦における集団自決に追い込まれた。生き残った島民は米軍に収容され、北部の収容所や阿嘉島に移送された。

#### 米軍伊江島補助飛行場
- 1945年4月16日、米軍上陸、その日のうちに飛行場は米軍に占領される。
- 1947年（昭和22年）3月11日：一部が解放される。久志村と慶良間島の難民収容所から住民が帰還し居住開始。

#### 伊江島米軍弾薬輸送船爆発事故
1948年8月6日午後5時過ぎ伊江島の波止場で、接岸していた米軍の弾薬輸送船 (LCT1141) が、積込中であった先の沖縄戦時の未使用弾および不発弾などの荷崩れを原因とする大爆発事故を起こした。沖縄はアメリカの軍政府統治下に置かれ、伊江島では不発弾処理が行われていた。弾薬輸送船には、5インチロケット砲弾約5,000発（125トン）が積載されており、多数の死傷者を出した。その日は夏休み中だったこと、たまたま地元の連絡船が入港していて多くの人が出迎えに来ていたことなどで、米軍事故調査委員会報告書によると死者107人、負傷者70人を出し、米軍統治下の沖縄で最大の犠牲者を出す事故となった。

## 年表
- 1701年（康熙40年） - 東江村・西江村・川平村がおかれる。
- 1875年（明治8年） - 東江村が東江上村と東江前村に、西江村が西江上村と西江前村にそれぞれ分かれる。
- 1908年（明治41年）4月1日 - 島嶼町村制施行により、東江上村・東江前村・西江上村・西江前村・川平村が合併し国頭郡伊江村が発足。従来の村は字となる。[4][5]
- 1944年（昭和19年） - 九州への疎開が始まる。東江前から阿良、西江上から真謝が独立して行政区となる。
- 1948年（昭和23年） - 波止場で米軍弾薬輸送船爆発事故が発生する（死者107人、負傷者70人）。
- 1975年（昭和50年） - 伊江島空港が民間共用化される。

### 変遷表
| 伊江村村域の変遷表 | 伊江村村域の変遷表 | 伊江村村域の変遷表                     | 伊江村村域の変遷表        | 伊江村村域の変遷表                      | 伊江村村域の変遷表        | 伊江村村域の変遷表 |
| 1868年 以前        | 1868年 以前        | 1868年（同治7年） - 1908年（明治41年） | 1908年（明治41年） 4月1日 | 1908年（明治41年） - 1987年（昭和64年） | 1987年（平成元年） - 現在 | 現在               |
| ------------------ | ------------------ | -------------------------------------- | ------------------------- | --------------------------------------- | ------------------------- | ------------------ |
|                    | 西江村             | 1875年（明治8年） 西江上村             | 伊江村                    | 伊江村                                  | 伊江村                    | 伊江村             |
|                    | 西江村             | 1875年（明治8年） 西江前村             | 伊江村                    | 伊江村                                  | 伊江村                    | 伊江村             |
|                    | 東江村             | 1875年（明治8年） 東江上村             | 伊江村                    | 伊江村                                  | 伊江村                    | 伊江村             |
|                    | 東江村             | 1875年（明治8年） 東江前村             | 伊江村                    | 伊江村                                  | 伊江村                    | 伊江村             |
|                    | 川平村             |                                        | 伊江村                    | 伊江村                                  | 伊江村                    | 伊江村             |

## 方言
古い日本語を残しているとされる琉球語のなかでも、沖縄北部諸方言・国頭方言の伊江島方言が話されるとされる。しかし、他の本島地方・本島直近離島と同様に、明治維新後の琉球処分や本土復帰を経て中南部方言（那覇方言など）や標準語などの浸透が進み、ユネスコによる、所属国頭語の言語消滅危険度評価は"Definitely endangered"（危険）と指定されている。
伊江島方言では、中南部方言の、ファー、ハナ、フニ、ハタキ、ヒージャーが、パー、パナ、プニ、パターキ、ピージャーであるなど、上代日本語のｐ音が保存されるなど、さらに古い日本語の特徴を残している。
近年、島では古い伊江島方言を子供たちに積極的に教える教育が島内の学校で行われている。

## 行政
- 村長：名城政英（2022年7月 - ）
  - 島袋秀幸が2022年5月21日にクモ膜下出血により村長在職のまま死去。当時、副村長だった名城が当面職務代理者を務めたのち2022年6月26日告示、7月3日投開票の村長選挙に立候補し無投票当選[7]。

## 経済

### 産業
農業では、沖縄県全体で盛んなサトウキビ（黒糖）のほか、タバコ、花木、肉牛などの生産が盛んである。
観光業も盛んで、第一次産業と第三次産業の従事者比率はほぼ同じである。特に近年は修学旅行生の民泊での受け入れを積極的に行っていることが特筆される。また、イエソーダなどオリジナルの特産品の開発も続々と進められている。また、アサヒビールが設置したエタノール実験プラントを転用しラム酒の生産も行われている。
ラム酒（「イエ」ラムサンタマリア）も特産。

### 日本郵政グループ
村内の郵便番号は、905-05xx である。集配業務は本部郵便局が行っている。
- 日本郵便　伊江郵便局（川平） -2024年現在郵便窓口は平日のみ開設となっている。局内設置のゆうちょ銀行ATMはホリデーサービスも行われている。

## 地域

### 人口
| |                                        |  |
| 伊江村と全国の年齢別人口分布（2005年） | 伊江村の年齢・男女別人口分布（2005年） |  |
| ■紫色 ― 伊江村 ■緑色 ― 日本全国 | ■青色 ― 男性 ■赤色 ― 女性              |  |
| 伊江村（に相当する地域）の人口の推移 \| 1970年（昭和45年） \| 5,842人 \| \| \| 1975年（昭和50年） \| 5,254人 \| \| \| 1980年（昭和55年） \| 5,039人 \| \| \| 1985年（昭和60年） \| 5,055人 \| \| \| 1990年（平成2年） \| 5,127人 \| \| \| 1995年（平成7年） \| 5,131人 \| \| \| 2000年（平成12年） \| 5,112人 \| \| \| 2005年（平成17年） \| 5,110人 \| \| \| 2010年（平成22年） \| 4,737人 \| \| \| 2015年（平成27年） \| 4,260人 \| \| \| 2020年（令和2年） \| 4,118人 \| \| |                                        |  |
| 総務省統計局 国勢調査より |                                        |  |
| 1970年（昭和45年） | 5,842人                                |  |
| 1975年（昭和50年） | 5,254人                                |  |
| 1980年（昭和55年） | 5,039人                                |  |
| 1985年（昭和60年） | 5,055人                                |  |
| 1990年（平成2年） | 5,127人                                |  |
| 1995年（平成7年） | 5,131人                                |  |
| 2000年（平成12年） | 5,112人                                |  |
| 2005年（平成17年） | 5,110人                                |  |
| 2010年（平成22年） | 4,737人                                |  |
| 2015年（平成27年） | 4,260人                                |  |
| 2020年（令和2年） | 4,118人                                |  |

### 健康
- 平均寿命：83歳

### 医療
- 重傷患者の搬送のさい、従来は船舶（漁船、フェリー）を利用していたが、近年は名護市にある北部地区医師会病院を拠点とする民間救急ヘリコプター「MESH」を利用した搬送も多い。ランデブーポイントは7箇所ある[8]。

### 教育
- 伊江村立伊江中学校
- 伊江村立伊江小学校
- 伊江村立西小学校

#### 図書館の無い村
村内には書店も図書館も無いことから、一般から古書を収集し各地の施設へ寄贈する活動「ブックリボン」を主宰する一般財団法人出版文化産業振興財団 (JPIC) により寄贈対象に選定され、2011年2月28日に村役場で贈呈式典が行われた。村には約1万冊が寄贈され、児童・生徒が利用する16施設に分配された。

## 交通

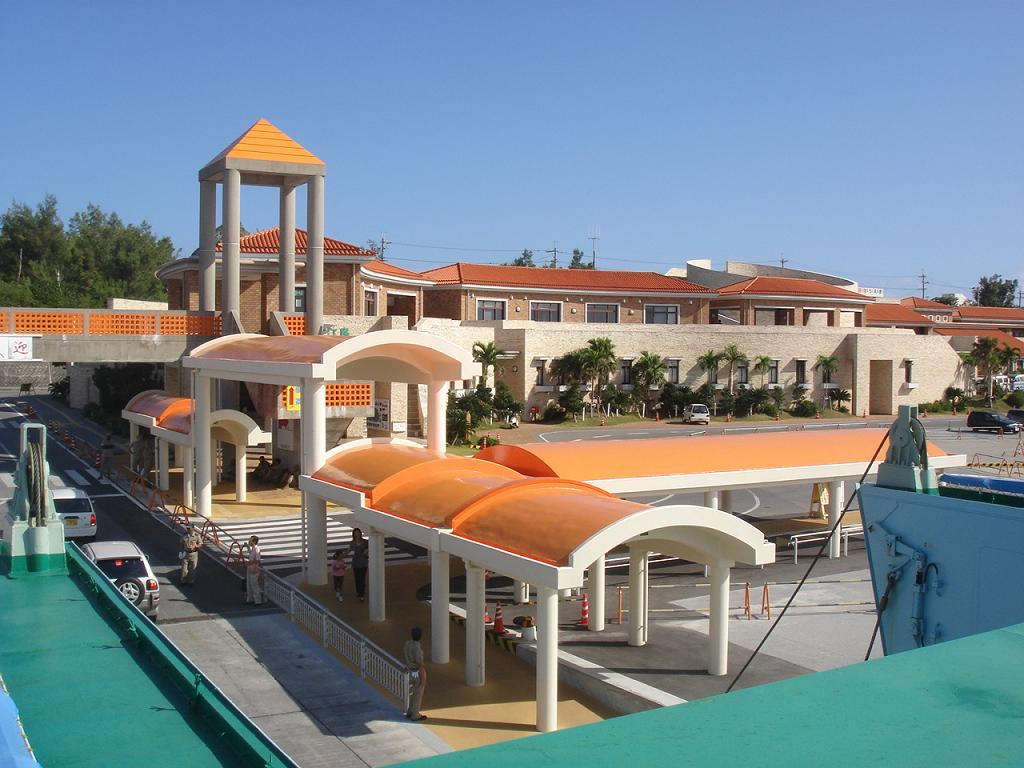
伊江港のターミナル施設

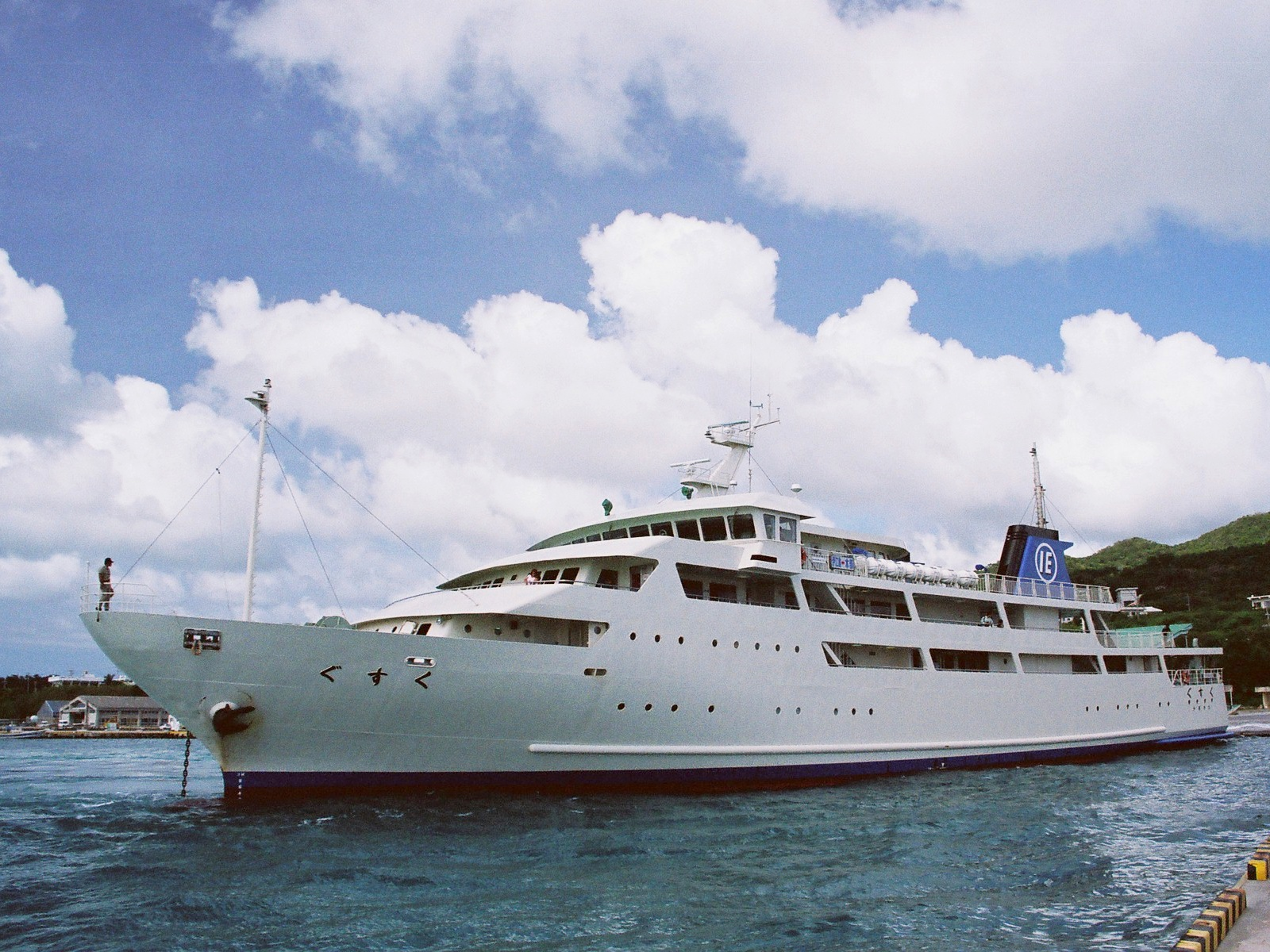
フェリー「ぐすく」 - 本部港

### 島外との交通
- 航路：沖縄本島（本部町）の本部港と伊江港の間を結ぶ伊江村営フェリーが運航されている。所要時間約30分。1日4往復（繁忙期は増発あり）[11]。
- 空路：伊江島空港が島内にあるが、定期航空路線はない。アイラス航空によるチャーター便が那覇空港との間に運航されている[12]。

### 島内の交通
- バス：伊江島観光バスが伊江港と島内各地を結ぶ1路線の路線バスを運行している。また、同社は島内での観光バス事業も行っている[12]。
- タクシー：伊江島交通が営業している。
- レンタカー・レンタサイクルあり。
- 島内の道路
  - 沖縄県道180号伊江川平線
  - 沖縄県道181号伊江島空港川平線
  - 沖縄県道225号伊江島環状線

### 沿革
かつては那覇泊港 - 本部（渡久地港。本部港ではない。） - 伊江港間でマリンジェットエクスプレス「マーリン」が就航していたが、時期不明で廃止。現在は同エクスプレス「ジンベエ」（第一マリンサービス）が那覇泊港 - 本部渡久地港を運航している。

## 名所など

### スポット
- 城山
  - 沖縄八景の1つ。頂上からの眺めが良い。
- リリーフィールド公園
  - 4月下旬から5月にかけて100万輪のテッポウユリが咲き、「伊江島ゆり祭り」が開催される。
- 伊江村青少年旅行村（有料）
  - 伊江ビーチ（有料）に併設。
- 湧出（わじ、わじー）
  - 断崖絶壁の海岸の波打ち際から湧出する泉は、古くから現在にわたって水源として利用されている。絶壁の上に展望台がある。
- ニャティア洞
  - 女性が持ち上げると子宝に恵まれるという、霊石「力石」がある。第二次大戦中は防空壕として利用され、多くの人を収容したことから「千人洞」（せんにんがま）とも呼ばれる。
- 公益質屋跡
  - 村営の金融機関として1929年（昭和4年）に建築された。沖縄戦の弾痕跡が生々しく残っている。
- 伊江島反戦平和資料館「ヌチドゥタカラの家」
- 伊江島の村踊 - 国の重要無形民俗文化財[14]
  - 代々伊江王子の大和江戸上りに伴い大和から、また琉球各地や島独自の芸能を取り入れている。
- ニーバンガジュマル
  - 伊江村西江前にあるガジュマルの木。2名の日本兵が1945年4月に米軍の攻撃から逃げてこの木に登り、日本の敗戦に気付かないまま、帰還した島民によって発見される1947年まで米軍から隠れて樹上生活を送った。
- 島村屋観光公園 - 民俗資料館（有料）。琉劇「伊江島ハンドゥー小」の島村屋屋敷跡との言い伝え。
- ハイビスカス園（有料） - カントリークラブそば

### 旧跡・遺跡
- ゴヘズ洞穴 - 2万年前の旧石器時代の人骨などが発見された。伊江島空港の西すぐにある。
- 具志原貝塚 - 貝塚時代、ゴホウラ貝の加工跡や弥生土器、縄文前期の土器などが出土した遺跡で約5000年前までに遡る。ただし現在は埋め戻され平地になっている。県・国指定史跡。
- アハシャガマ

### 祭事・催事

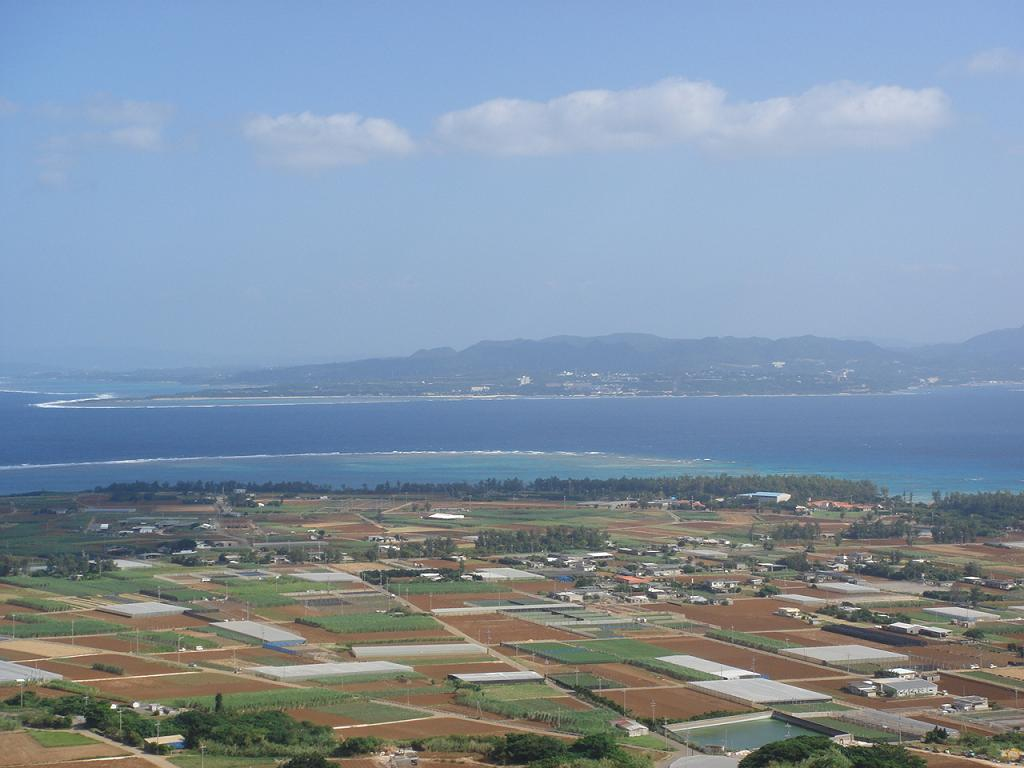
城山からの眺め
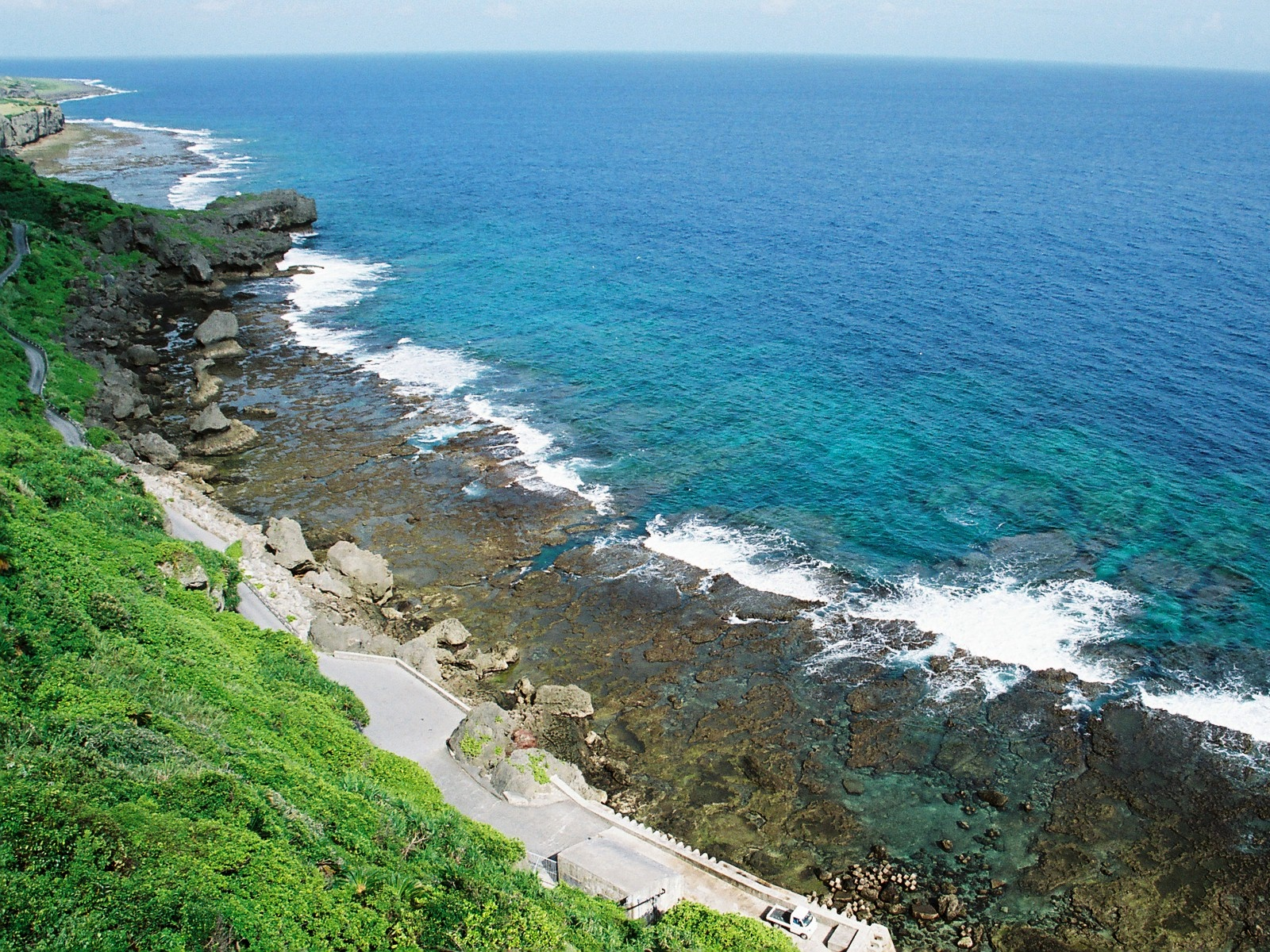
湧出
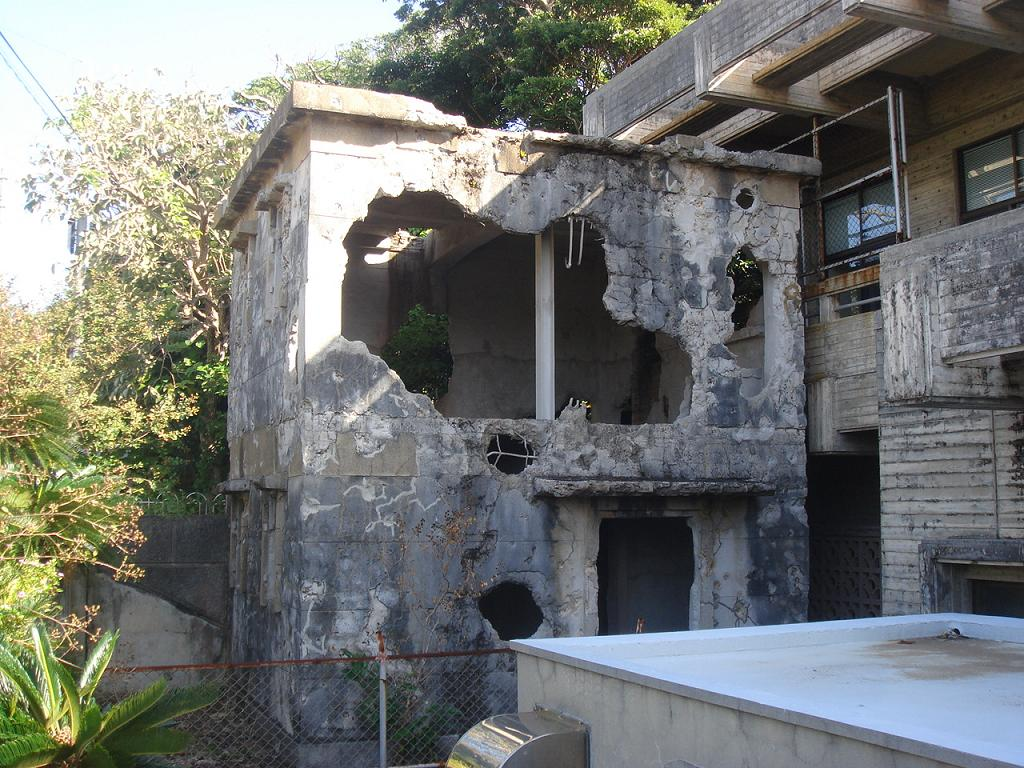
公益質屋跡

一般向け
- ゆり祭り
- 伊江島一周マラソン
- ハイビスカス祭り
- パーリー（海神祭）

村祭り
- 大折目
- 民俗芸能発表会
- エイサー
- ゴルフ伊江島大会

- 城山からの眺め
- 湧出
- 公益質屋跡

## 出身著名人
- Anly - シンガーソングライター、歌手）
- 江島寂潮 - 歌人、本名：名嘉元貫一、伊江島の歌人3兄弟[15]の次男
- 金城鉄治 - 元プロ野球選手
- 小橋川建 - 俳優
- 小林寂鳥 - 歌人、本名：島袋俊一、伊江島の歌人3兄弟[15]の3男
- 大福みっち～ - お笑い芸人、FECオフィス所属、川平出身
- 知念こずえ - 民謡歌手
- 月日萌花 - アイドル
- 名嘉元浪村 - 歌人、本名：名嘉元精一、伊江島の歌人3兄弟[15]の長男
- なみちゃん - お笑い芸人

## ゆかりのある人物
- アーニー・パイル - 米国のジャーナリスト。伊江島の戦いで戦死した。
- 伊江御殿支流向氏伊江殿内川平家 - 川平地区本貫
  - 末裔に川平朝申、ジョン・カビラらがいる。
- 玉城デニー - 母の出身地。

## 伊江村を舞台にした作品
- 太陽を見たい（吉村昭） - 沖縄戦における「伊江島の戦い」を描いた戦記文学。
- 木の上の軍隊
- 『教えられなかった戦争・沖縄編 阿波根昌鴻・伊江島の戦い』

### コラボレーション
CARAVAN STORIES
Aimingのスマートフォン、PC、PlayStation 4向けのMMORPG。
2018年から毎年コラボレーションを開催している。
2018年7月24日〜9月18日、伊江島コラボ×キャラストコラボ「イエ島」
2019年4月23日〜12月31日、伊江島×キャラストコラボ第2弾「イエ島リリーフィールド」
2019年7月30日〜12月31日、伊江島×キャラストコラボ第3弾「2019・夏」
2020年4月7日〜5月5日、伊江島コラボ「イエ島ゆり祭り〜マカトゥの秘密〜」